# 風見尚
風見 尚（かざみ なお、英語: Nao Kazami、1983年4月9日 - ）は、日本の長距離走選手。ウルトラマラソン100kmの元世界記録保持者。東京都足立区出身。

## 来歴
東京実業高校、2006年に駒澤大学経営学部卒業。愛三工業に入社し陸上競技部所属。2010年に現役引退した後、フルタイムで勤務しながら、一般の市民ランナーとして競技を続ける。
2018年6月、サロマ湖100キロウルトラマラソンにおいて、6時間9分14秒の世界最高記録で優勝。従来の記録は1998年の同マラソンで砂田貴裕が出した6時間13分33秒（世界記録を4分19秒更新）。
2019年、コムラッズマラソン（86.83km）で3位（アジア人初の表彰台）。
2022年8月27日、ドイツ・ベルリンで開催の第31回IAU100km世界選手権日本代表となり、6時間21分43秒で6位入賞。
- 大学時代、チームは箱根駅伝で連勝中だったが、4年間エントリーメンバーに登録されながら出走はなかった。4年時には補欠ながらも箱根駅伝の連勝が“4”で途切れる悔しさを味わう。

- 実業団の愛三工業で、ニューイヤー駅伝や中部実業団駅伝には出場。しかし、実績を挙げられずに4年で陸上競技部を引退。陸上部引退後もフルタイムで働きながら、毎日5時から朝練習をし、終業後も走る生活を毎日続ける。平日に50㎞走をすることもあり、これが100㎞の世界記録につながった[10][11][3]。

- ものまねアスリート芸人のM高史は大学の1つ後輩。4年生の時、寮では隣の部屋だった[12]。

## ベストタイム
- 5,000m - 14:13:76（2007.9.23 日体大記録会）
- 10,000m - 29:18:70（2006.10.14 静岡県長距離記録会）
- ハーフマラソン - 1:03:25（2007.11.23 名古屋）
- フルマラソン - 2:13:13（2020.3.1 東京マラソン）
- 100km - 6:09:14（2018.6.24 サロマ湖）

### 主な成績
- 2003年　一関ハーフマラソン3位
- 2009年　大田原マラソン2位
- 2016年　かすみがうらマラソン2位
- 2016年　IAU50km世界選手権4位
- 2018年　勝田マラソン2位
- 2018年　IAU100km世界選手権6位
- 2018年　サロマ湖100kmウルトラマラソン優勝（世界新記録）
- 2019年　コムラッズマラソン（86.83km）3位（アジア人初の表彰台）
- 2021年　柴又100K 優勝（※大会新記録[13]）
- 2022年5月　柴又100K 2位（6時間18分55秒）
- 2022年8月　IAU100km世界選手権6位（6時間21分43秒）

### 駅伝
- 2006年　中部実業団駅伝6区4位
- 2007年　中部実業団駅伝6区6位